# Chytriomyces spinosus
Chytriomyces spinosus är en svampart som beskrevs av Fay 1947. Chytriomyces spinosus ingår i släktet Chytriomyces och familjen Chytridiaceae.   Inga underarter finns listade i Catalogue of Life.